# Апостольский викариат Миту
Апостольский викариат Миту (лат. Vicariatus Apostolicus Mituensis) — апостольский викариат Римско-Католической Церкви с центром в городе Миту, Колумбия. Апостольский викариат Миту подчиняется непосредственно Святому Престолу и распространяет свою юрисдикцию на территорию департамента Ваупес.

## История
9 июня 1949 года Римский папа Пий XII издал буллу «Evangelizationis operi», которой учредил апостольскую префектуру Миту, выделив её из апостольского викариата Лос-Льянос-де-Сан-Мартина (сегодня — Архиепархия Вильявисенсио). 19 января 1989 года апостольская перфектура Миту передала часть свой территории для возведения нового апостольского викариата Сан-Хосе-дель-Гуавьяре (сегодня — Епархия Сан-Хосе-дель-Гуавьяре.
19 июня 1989 года Римский папа Иоанн Павел II выпустил буллу «Laetantes cernimus», которой преобразовал апостольскую префектуру Миту в апостольский викариат Миту-Инириды.
30 ноября 1996 года апостольский викариат Миту-Инириды была разделена на апостольский викариат Миту и апостольский викариат Инириды.

## Ординарии апостольского викариата
- епископ Gerardo Valencia Cano M.X.Y.[1] (19.07.1949 — 24.03.1953) — назначен титулярным епископом Резайны;
- епископ Heriberto Correa Yepes M.X.Y. (27.03.1953 — 1967);
- епископ Belarmino Correa Yepes M.X.Y. (30.10.1967 — 19.01.1989) — назначен апостольским викарием Сан-Хосе-дель-Гуавьяре;
- епископ José Gustavo Ángel Ramírez M.X.Y. (19.06.1989 — 15.09.2009);
  - вакансия (2009—2013)
- епископ Medardo de Jesús Henao del Río M.X.Y. (23.11.2013 — по настоящее время).

## Источник
- Annuario Pontificio, Libreria Editrice Vaticana, Città del Vaticano, 2003, ISBN 88-209-7422-3
- Булла Evangelizationis operi, AAS 42 (1950), стр. 133  (лат.)
- Булла Laetantes cernimus  (лат.)